# 닛신칸 (쓰시마 후추번)
닛신칸(日新館, にしんかん)은, 일본 에도 시대 쓰시마 후추번이 설치했던 번교(藩校)의 하나이다. 겐지(建治) 원년(1864년), 쓰시마 후추번의 가신 오우라 노리노스케(大浦教之助)의 건의로 번주 소 요시아키라가 시국에 대응할 인재를 양성하고자 이즈하라(厳原)에 창설했으나, 그 해 10월에 발생한 가쓰이 소동에 의해 많은 관계자가 희생되고, 폐지되었다.

## 가쓰이 소동
닛신칸은 존왕양이파의 오우라 노리노스케의 건의로 설립되었고, 쓰시마 후추번의 가로 후쿠카와 쇼겐(古川将監)을 총재, 학무(学頭)로 오우라 도시(大浦遠)가 임명되었다. 닛신칸이 설립되기 전에도 쓰시마 후추번에 8세부터 15세까지의 사람을 대상으로 한 소학교(小学校)와 15세 이상의 사람이 다니는 사문관(思文館)이 있었는데, 닛신칸의 발족에 즈음하여 사문관이 이에 합병되었다.
닛신칸에서의 교육은 정치와 정책에 대해서도 논하고 실제 정책을 건의하기도 한다는 급진적인 것으로, 이곳에서 교육을 받은 무사는 200명에 달하게 되었으며 급속히 쓰시마에서 존왕양이파의 거점이 되어갔다. 그러나 이것은 이전의 이봉론이나 존왕양이를 둘러싼 일본 국내 정세의 영향으로 창설한 바로 그 해에 좌막파 가쓰이 고바치로 등이 일으킨 소동으로 닛신칸파는 몇 명을 제외하고 백여 명이 살해, 처형 또는 자결하면서 궤멸되어 버렸고(가쓰이 소동) 닛신칸은 폐지되었다.